# Салашный, Яков Яковлевич
Яков Яковлевич Салашный (5 ноября 1914, Котельва, Харьковская губерния — 11 февраля 2001, Полтавская область) — тракторист колхоза им. 15 съезда ВКП(б), Герой Социалистического Труда.

## Биография
Родился в семье крестьянина-бедняка. Четырнадцатилетним мальчиком пришел работать в колхоз «Советский крестьянин». В двадцать лет он был направлен колхозом на курсы трактористов при Котелевской МТС. С 1935 года работал трактористом на полях колхозов имени 15 съезда ВКП(б) и имени Ленина. Вместе с МТС в годы войны эвакуировал технику в Россию. С 1948 года и до выхода на пенсию работал на колхозных полях.
В 1958 году Указом Президиума Верховного Совета СССР за образцовую работу и перевыполнения плановых заданий награждён орденом Ленина.
В 1966 году при плане 1500 га вспахал 1939 га, при этом сэкономив 2 тонны топлива. За этот трудовой подвиг получил звание Герой Социалистического Труда и был награждён вторым орденом Ленина.
В 1973 году награждён орденом Октябрьской Революции.
Похоронен на Святицком кладбище.
Три сына Якова Яковлевича также работают в колхозном производстве.

## Награды
- Герой Социалистического Труда — 1966 г.
- Орден Ленина — 1958 г., 1966 г.
- Орден Октябрьской Революции — 1973 г.

## Память
- В центре пгт Котельва Герою на Аллее славы установлена мемориальная стела.[2]
- Имя Салашного Я. Я. носит улица, на которой он жил.